# Добрата лъжа
„Добрата лъжа“ (на английски: The Good Lie) е американски драматичен филм от 2014 г. на режисьора Филип Фалардо, по сценарий на Маргарет Негъл, и участват Рийз Уидърспун, Арнолд Оченг, Джер Дуани, Емануел Джал и Кори Стол.